# آرثر فيكرز
آرثر فيكرز هو رسام كندي، ولد في 1947.